# Copa Mercosur 1998
Die Copa Mercosur 1998 war die 1. Ausspielung des südamerikanischen Vereinsfußballwettbewerbs. Es nahmen 20 Mannschaften aus fünf Verbänden teil. Der brasilianische Vertreter SE Palmeiras gewann das Finale gegen Landsrivale Cruzeiro EC.

## Modus
Teilnehmer aus Argentinien, Brasilien, Chile, Paraguay und Uruguay werden in fünf Vierer-Gruppen aufgeteilt. Im Ligamodus treten die Vereine in Heim- und Auswärtsspielen gegeneinander an und ermitteln die Viertelfinalisten. Die fünf Gruppensieger und die drei besten Zweiten qualifizieren sich. Im Pokalmodus mit Hin- und Rückspiel wird fortan der Turniersieger ermittelt.
Im Finale zählt Tordifferenz nicht, sondern es wird ein Entscheidungsspiel auf dem Platz des Vereines abgehalten, der zuletzt Heimrecht hatte.

## Gruppenphase

### Gruppe A
| Pl. | Verein                 | Sp. | S | U | N | Tore    | Diff. | Punkte |
| --- | ---------------------- | --- | - | - | - | ------- | ----- | ------ |
| 1.  | Cruzeiro EC            | 6   | 3 | 1 | 2 | 015:700 | +8    | 10     |
| 2.  | San Lorenzo de Almagro | 6   | 3 | 1 | 2 | 011:800 | +3    | 10     |
| 3.  | FC São Paulo           | 6   | 2 | 1 | 3 | 008:120 | −4    | 07     |
| 4.  | CSD Colo-Colo          | 6   | 2 | 1 | 3 | 005:120 | −7    | 07     |

### Gruppe B
| Pl. | Verein               | Sp. | S | U | N | Tore    | Diff. | Punkte |
| --- | -------------------- | --- | - | - | - | ------- | ----- | ------ |
| 1.  | SE Palmeiras         | 6   | 6 | 0 | 0 | 016:300 | +13   | 18     |
| 2.  | Nacional Montevideo  | 6   | 3 | 0 | 3 | 010:140 | −4    | 09     |
| 3.  | CA Independiente     | 6   | 2 | 0 | 4 | 012:150 | −3    | 06     |
| 4.  | Universidad de Chile | 6   | 1 | 0 | 5 | 007:130 | −6    | 03     |

### Gruppe C
| Pl. | Verein                 | Sp. | S | U | N | Tore    | Diff. | Punkte |
| --- | ---------------------- | --- | - | - | - | ------- | ----- | ------ |
| 1.  | Racing Club Avellaneda | 6   | 4 | 2 | 0 | 009:400 | +5    | 14     |
| 2.  | Club Olimpia           | 6   | 3 | 1 | 2 | 013:120 | +1    | 10     |
| 3.  | SC Corinthians         | 6   | 1 | 2 | 3 | 007:800 | −1    | 05     |
| 4.  | Peñarol Montevideo     | 6   | 0 | 3 | 3 | 006:110 | −5    | 03     |

### Gruppe D
| Pl. | Verein             | Sp. | S | U | N | Tore    | Diff. | Punkte |
| --- | ------------------ | --- | - | - | - | ------- | ----- | ------ |
| 1.  | CA Vélez Sarsfield | 6   | 3 | 2 | 1 | 007:600 | +1    | 11     |
| 2.  | Boca Juniors       | 6   | 3 | 0 | 3 | 011:700 | +4    | 09     |
| 3.  | CR Flamengo        | 6   | 3 | 0 | 3 | 007:800 | −1    | 09     |
| 4.  | Club Cerro Porteño | 6   | 1 | 2 | 3 | 009:130 | −4    | 05     |

### Gruppe E
| Pl. | Verein               | Sp. | S | U | N | Tore    | Diff. | Punkte |
| --- | -------------------- | --- | - | - | - | ------- | ----- | ------ |
| 1.  | River Plate          | 6   | 2 | 3 | 1 | 008:700 | +1    | 09     |
| 2.  | CR Vasco da Gama     | 6   | 2 | 3 | 1 | 004:300 | +1    | 09     |
| 3.  | Grêmio FBPA          | 6   | 2 | 1 | 3 | 010:900 | +1    | 07     |
| 4.  | Universidad Católica | 6   | 1 | 3 | 2 | 006:900 | −3    | 06     |

### Rangliste der Gruppenzweiten
| Pl. | Verein                 | Sp. | S | U | N | Tore    | Diff. | Punkte |
| --- | ---------------------- | --- | - | - | - | ------- | ----- | ------ |
| 1.  | San Lorenzo de Almagro | 6   | 3 | 1 | 2 | 011:800 | +3    | 10     |
| 2.  | Club Olimpia           | 6   | 3 | 1 | 2 | 013:120 | +1    | 10     |
| 3.  | Boca Juniors           | 6   | 3 | 0 | 3 | 011:700 | +4    | 09     |
| 4.  | CR Vasco da Gama       | 6   | 2 | 3 | 1 | 004:300 | +1    | 09     |
| 5.  | Nacional Montevideo    | 6   | 3 | 0 | 3 | 010:140 | −4    | 09     |

## Viertelfinale
|                        | Gesamt          |                        | Hinspiel | Rückspiel |
| ---------------------- | --------------- | ---------------------- | -------- | --------- |
| Club Olimpia           | 6:4             | CA Vélez Sarsfield     | 2:1      | 4:3       |
| Boca Juniors           | 2:4             | SE Palmeiras           | 1:1      | 1:3       |
| Racing Club Avellaneda | 1:1 (0:2 i. E.) | San Lorenzo de Almagro | 1:1      | 0:0       |
| Cruzeiro EC            | 4:1             | River Plate            | 2:0      | 2:1       |

## Halbfinale
Die Hinspiele fanden am 10. bzw. 19., die Rückspiele am 17. November bzw. 2. Dezember 1998 statt.
|                        | Gesamt |              | Hinspiel | Rückspiel |
| ---------------------- | ------ | ------------ | -------- | --------- |
| Club Olimpia           | 0:3    | SE Palmeiras | 0:1      | 0:2       |
| San Lorenzo de Almagro | 1:2    | Cruzeiro EC  | 1:1      | 0:1       |

## Finale
Das Hinspiel fand am 16., das Rückspiel am 26. Dezember 1998 statt.
|              | Gesamt |             | Hinspiel | Rückspiel |
| ------------ | ------ | ----------- | -------- | --------- |
| SE Palmeiras | 4:3    | Cruzeiro EC | 3:1      | 1:2       |

Da das Torverhältnis in den Finalspielen nicht berücksichtigt wurde, gab es ein Entscheidungsspiel.

### Entscheidungsspiel
|              | Ergebnis |             |
| ------------ | -------- | ----------- |
| SE Palmeiras | 1:0      | Cruzeiro EC |

## Beste Torschützen
| Rang | Spieler            | Klub                   | Tore |
| ---- | ------------------ | ---------------------- | ---- |
| 1    | Alex               | SE Palmeiras           | 6    |
|      | Fábio Júnior       | Cruzeiro EC            | 6    |
| 3    | José Luis Calderón | CA Independiente       | 5    |
| 4    | Alberto Acosta     | San Lorenzo de Almagro | 4    |
|      | Magrão             | SE Palmeiras           | 4    |
|      | Marcelo Ramos      | Cruzeiro EC            | 4    |